# Nomophila corticalis
Nomophila corticalis is een vlinder uit de familie van de grasmotten (Crambidae), uit de onderfamilie van de Spilomelinae. De wetenschappelijke naam van deze soort is voor het eerst voorgesteld als Stenopteryx corticalis door Francis Walker in een publicatie uit 1869.
De soort komt voor in Australië.